# Ієвлевка (Ульяновська область)
Ієвлевка (рос. Иевлевка) — присілок в Базарносизганському районі Ульяновської області Російської Федерації.
Населення становить 63 особи. Входить до складу муніципального утворення Папузинське сільське поселення.

## Історія
Від 2004 року входить до складу муніципального утворення Папузинське сільське поселення.

## Населення
| 2010 |
| ---- |
| 63   |